# Parco nazionale di Chitwan
Il parco nazionale di Chitwan è un parco nazionale del Nepal. Si estende su un'area di 932 km² ed è il parco nazionale più antico del paese. Si trova nel Nepal centro-meridionale, e comprende parti dei distretti di Chitwan, Nawalparasi, Parsa e Makwanpur. I centri abitati più vicini sono quelli di Bharatpur e Ratnanagar, nei rispettivi villaggi di Meghauli e Sauraha si trovano gli accessi al parco. 

## Storia
Fu creato nel 1973 con una superficie iniziale di 544 km² che vennero estesi agli attuali 932 nel 1977. Nel 1984 è stato incluso nella patrimonio dell'umanità dell'UNESCO, nel 1997 è stata creata un'area contigua (buffer zone) di altri 750 km² che a sua volta comprende un sito Ramsar.

## Geografia
Il parco si estende nella parte centromerdionale del Terai, una pianura subtropicale alle pendici dei rilievi del Shivalik. L'area del parco è compresa tra i fiumi Narayani e Rapti a nord e il fiume Reu e il confine con l'India a sud, nel parco si trovano due catene di colline, le colline Churia che si estendono verso est dai 150 m agli oltre 800 m s.l.m. e le colline Sumeswar nella parte occidentale del parco, meno elevate ma più rocciose. A est il parco confina con la Riserva di Parsa. La buffer zone è composta da terreni e foreste di proprietà privata contigue al parco, all'interno della buffer zone si trova il lago Beeshazar divenuto un'area umida tutelata dalla Convenzione di Ramsar.

## Flora e fauna
Il parco è ricco di flora e fauna, tra cui una delle ultime popolazioni di rinoceronte indiano e di tigre del Bengala. L'area viene chiamata anche "Foresta Quattro Miglia" (चार कोसे झाडी). Venne in passato usata per la caccia grossa, e fino al 1951 rimase riserva di caccia reale. Nel parco si praticano canoa, cavalcata di elefanti e visite guidate.
Ad est si trova la riserva di Parsa (49.900 ha) oltre cui c'è la riserva di caccia Bara (25.900 ha). A sud il Chitwan confina con la riserva indiana di Valmiki.
La vegetazione è composta da foreste decidue, soprattutto di sal. I pini dominano Siwalik. Nelle pianure bagnate dai grandi fiumi, di nome Rapti, Reu e Narayani, vi sono fondi coperti da erba degli elefanti che si alterna con una foresta pluviale.
Il parco di Chitwan ospita almeno 43 specie di mammiferi, 450 di uccelli e 45 di anfibi e rettili. Elefanti e rinoceronti indiani sono le specie più grandi che si trovano nel parco, ma vi sono anche altri erbivori, gaur, sambar, muntjac indiani, cervi chital, cervi porcini, sirau di Sumatra, antilopi quadricorne e cinghiali selvatici. Questi animali vengono cacciati da tre grandi predatori, leopardi, cani selvatici e tigri, e da mangiatori di carogne quali iene striate. 
Gli orsi labiati sono tra le principali attrazioni del parco. I piccoli carnivori sono sciacalli dorati, martore dalla gola gialla, tassi del miele, lontre dal pelo liscio, piccole e grandi civette indiane, civette comuni, piccole anguste indiane, manguste indiane grigie, manguste mangiatrici di granchi, gatti del Bengala, gatti marmorati e gatti pescatori. Tra gli altri mammiferi ricordiamo macachi rhesus, lemuri grigi, scoiattoli settentrionali delle palme, scoiattoli volanti giganti, porcospini indiani, lepri ispide, lepri indiane e delfini del Gange.
Tra i rettili più grandi troviamo coccodrilli e pitoni indiani.
L'unico branco di rinoceronti fu oggetto della trasmissione The Jeff Corwin Experience nell'episodio 11 della seconda stagione. Questo parco nazionale si trova a soli 10 chilometri da Bharatpur e dal suo aeroporto.